# Canda simplex
Canda simplex är en mossdjursart som beskrevs av Busk 1884. Canda simplex ingår i släktet Canda och familjen Candidae. Inga underarter finns listade i Catalogue of Life.